# Tony Conrad

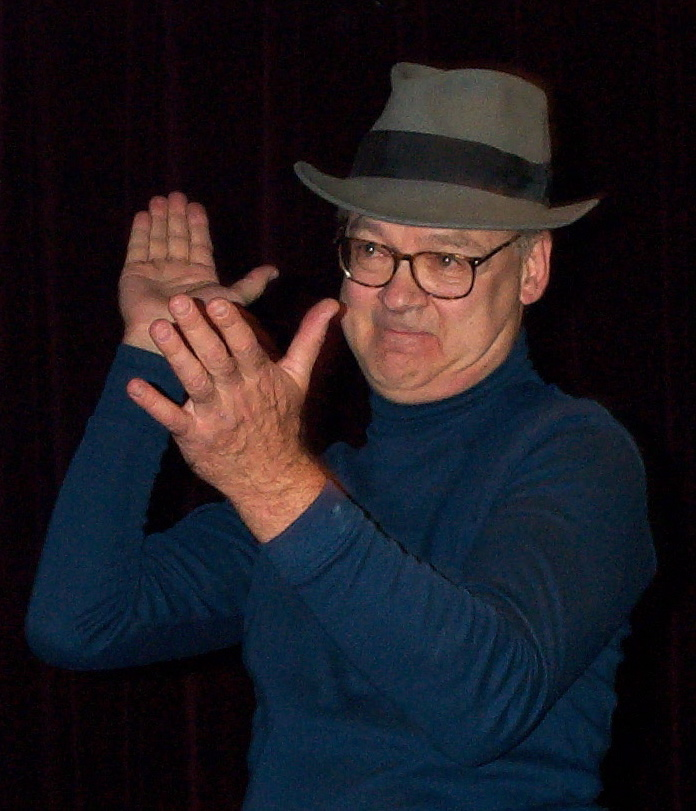
Tony Conrad během akce DeStijl/Freedom From Festival v Minneapolis-Saint Paul, 4. října 2003

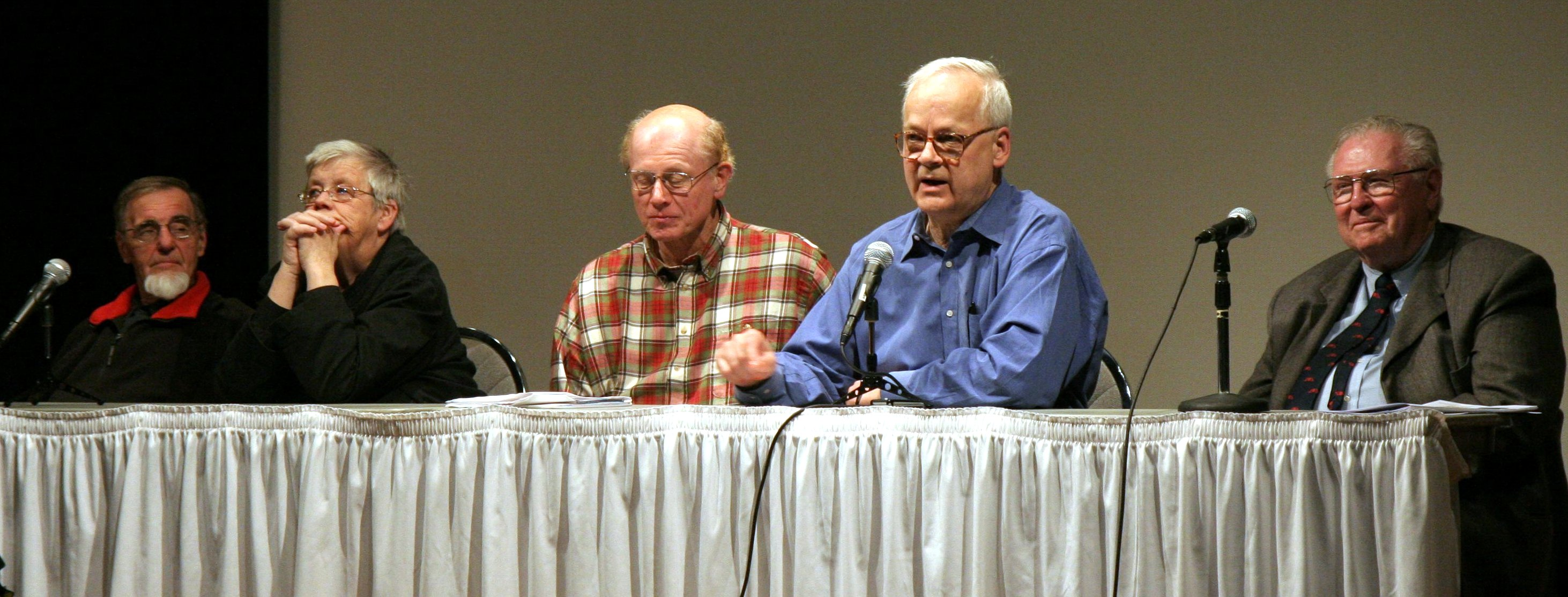
Zakladatelé fakulty mediálních studií během oslavy jejího 35. výročí na Buffalské univerzitě, 2. května 2009, zleva: Woody Vasulka, Steina Vasulka, Brian Henderson, Tony Conrad a Gerald O'Grady

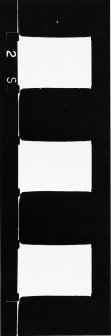
Několik rámečků z filmu The Flicker

Tony Conrad, rodným jménem Anthony Schmaltz Conrad, (7. března 1940 – 9. dubna 2016) byl americký experimentální režisér, hudebník, hudební skladatel a herec. V šedesátých letech byl členem hudebních uskupení kolem minimalistického skladatele La Monte Younga, díky němuž se setkal s velšským hudebníkem Johnem Calem. Spolu s ním, kytaristou Lou Reedem a bubeníkem Walterem De Mariou byl členem skupiny The Primitives. Z ní později vzešla kapela The Velvet Underground, označovaná za jednu z nejvlivnějších skupin hudební historie. Již od šedesátých let Conrad působil také v oblasti filmu, významný je film The Flicker, což je pouze pulzující stroboskopický efekt se střídajícími se barvami. Později se věnoval převážně videoinstalacím a pedagogické činnosti – byl spoluzakladatelem fakulty mediálních studií na Buffalské univerzitě. Nadále se věnoval hudbě, byť již ne v takovém rozsahu jako v šedesátých letech. V roce 1972 například nahrál společnou nahrávku s německou rockovou skupinou Faust nazvanou Outside the Dream Syndicate. V sedmdesátých a osmdesátých letech pracoval na rozsáhlé klavírní kompozici Music and the Mind of the World, jejíž délka dosahuje dvou set hodin.

## Dětství a počátky kariéry
Narodil se jako Anthony Schmaltz Conrad dne 7. března 1940 v Concordu ve státě New Hampshire. Vyrůstal ve městě Baltimore v Marylandu a v Severní Virginii. Byl prvním potomkem svých rodičů, Arthura Emila Conrada a Mary Elizabeth Parfitt. Jeho otec byl malířem, byl například autorem portrétu jihokarolinského senátora Johna C. Calhouna, který se nachází v recepci Senátu Spojených států amerických. Tony Conrad začal hrát na housle již několik let před nástupem na univerzitu. Studoval jak na Peabodyho konzervatoři v Baltimoru, tak i soukromě u Ronalda Knudsona, který později působil v Bostonském symfonickém orchestru. Je absolventem Harvardovy univerzity v oboru matematiky. I během studií zde pokračoval ve hře na housle jako člen místního studentského orchestru. Již na Harvardu se začal zajímat o avantgardní hudební myšlenky Američana Johna Cage a Němce Karlheinze Stockhausena.
Léto 1960 strávil Conrad na chemicko-fyzikálním institutu v Kodani, kde se zdokonaloval v počítačovém programování. Pracoval zde na přístroji s pamětí 8 kilobajtů, který byl v té době jediným počítačem v celém Dánsku. Následně se rozhodl, že stráví celý následující akademický rok v Evropě, převážně v Německu. Zde pokračoval ve vlastním studiu díla skladatelů, jako byli Karlheinz Stockhausen, ale také barokní skladatel a houslista Heinrich Biber. V německém Darmstadtu napsal avantgardní skladbu (Prelude and) Fugue for Strings for 18 Solo Instruments (dokončená byla v dubnu 1961), kterou věnoval svému příteli, který rovněž hrál na housle, Henrymu Flyntovi. Po návratu do USA si dokončil studium na Harvardu a díky zkušenostem nabytým v Dánsku pracoval jako počítačový programátor. Skladba (Prelude and) Fugue for Strings for 18 Solo Instruments se nedočkala uvedení, avšak Conradovo další dílo, nazvané Three Loops for Performers and Tape Recorders, již uvedeno bylo, a to v hudebním klubu na harvardské Radcliffe College dne 18. prosince 1961 (skladbu hrálo celkem osm hudebníků, mezi nimiž byl i sám Conrad a také Christian Wolff). Nedlouho poté se odstěhoval do New Yorku, kde se začal více zajímat o zdejší experimentální hudební scénu, jíž se brzy stal součástí.

## Newyorské období
V New Yorku Conrad brzy začal vystupovat se skladatelem a saxofonistou La Monte Youngem, jehož poprvé potkal již v roce 1959 v Berkeley a rovněž si s ním dopisoval, jeho manželkou Marian Zazeelaovou a perkusionistou Angusem MacLisem. Kapela vystupovala převážně pod Youngovým jménem, ale také jako Theatre of Eternal Music. S Youngovou kapelou později vystupoval například i v ateliéru George Segala. Později se k jeho ansáblu přidal také Velšan John Cale. Ještě roku 1962 Conrad spolupracoval také s experimentálním režisérem Jackem Smithem. Ten právě v této době začal předčítat své texty za doprovodu hudebníků. Z jejich spolupráce vzešlo několik nahrávek, které v roce 1998 vyšly na kompilačním albu s názvem Les Evening Gowns Damnées. Jiné společné nahrávky jsou součástí alba Silent Shadows on Cinemaroc Island. Conrad rovněž obstaral zvukový doprovod ke Smithovu filmu Flaming Creatures, v němž také vystupoval. Conrad v té době žil v bytě na Ludlow Street. Ve stejném domě žili i další lidé z newyorské avantgardní scény. V té době dále pořídil i několik nahrávek s MacLisem, které o mnoho let později vyšly na albu The Cloud Doctrine. Conrad dále spolupracoval, v rámci Youngova ansáblu, s dalšími hudebníky, jako byl například Terry Jennings.
V roce 1964 začal Conrad ke svým houslím, stejně jako Cale k viole, připojovat elektrický snímač a rovněž na své nástroje namontovali kytarové struny. Do poloviny šedesátých let vznikla řada nahrávek, na nichž se Conrad podílel, velké množství však zůstalo nevydané. Koncem roku 1964, podle jiných zdrojů počátkem roku následujícího, se Conrad s Calem setkali se zpěvákem a kytaristou Lou Reedem. Kvartet, jehož součástí byl i bubeník Walter De Maria, začal brzy vystupovat pod názvem The Primitives. Conrad i Cale však nadále mimo aktivity tohoto uskupení pokračovali i ve svých vlastních projektech, stejně jako nadále zůstávali v Youngově ansáblu. Conrad například v prosinci 1964 nahrál 32minutovou skladbu „Four Violins“. Ke skladbě byly od začátku postupně do dalších stop magnetofonu přidávány další houslové party. V roce 1997 vyšla na albu Early Minimalism Volume One. V lednu 1965 skupina The Primitives odehrála sérii koncertu, avšak již v únoru toho roku pravděpodobně neexistovala.
Conrad nadále hrál s Calem, avšak již ne s Reedem. Z dubna 1965 pochází například jejich společná nahrávka Day of Niagara. Reed nadále zůstal s Calem v kontaktu a často spolu hráli. Název jejich společné kapely se později ustálil na The Velvet Underground. Conrad také přispěl k tomu, aby si kapela zvolila právě tento název. Dostal se totiž ke knize The Velvet Underground, kterou našel a následně přinesl do bytu, který sdílel s Calem. Avšak existuje i možnost, že knihu skupině představil MacLise, který s ní v té době vystupoval.

## Pozdější život
Jeho prvním filmovým počinem je The Flicker. Jde o experimentální dílo tvořené pulzujícím stroboskopickým efektem, v němž se střídá černá a bílá barva. Před filmem bylo vydáno upozornění, že by některým divákům mohl způsobit epileptický záchvat a že diváci zůstávají v promítací místnosti na vlastní nebezpečí. The Flicker je považován za klíčové dílo strukturálního filmu. Na dalších snímcích pracoval se svou manželkou Beverly Grant, kterou potkal při natáčení Smithova filmu Normal Love, v němž oba vystupovali, v roce 1963. Mezi jejich filmy patří například Coming Attractions (1970), který byl příběhem stárnoucího transsexuála jménem Francis Francine. Se svou manželkou Beverly se rozvedl v roce 1976. Vedle toho natočili také abstraktní filmy Straight and Narrow (1970) a Four Square (1971). V roce 1972 navštívil se svou manželkou Západní Německo. Zde opět spolupracoval s Youngem, později také představoval své experimentální filmy. Šlo o snímky The Flicker, Coming Attractions, Straight and Narrow a Four Square. Dále zde spolu s německou krautrockovou skupinou Faust nahrál album Outside the Dream Syndicate, jež vyšlo následujícího roku.
V roce 1973 vytvořil projekt Yellow Movie. Jde o kompilaci dvaceti experimentálních filmů, kterými jsou ve skutečnosti pouhé čtvercové rámy obsahující fotografický papír natřený na černo. Conrad chtěl tímto projektem zapojit diváka do dlouhých časových prostorů. Chtěl natočit film, který by trval padesát let, avšak věděl, že tehdejší dostupné materiály nic takového neumožňovaly. Kvůli tomu vytvořil zcela nový systém. V roce 1976 začal skládat rozsáhlou klavírní kompozici Music and the Mind of the World, jejíž délka dosahuje dvou set hodin. Dílo bylo dokončeno roku 1982.
V roce 1976 se usadil v newyorském Buffalu a začal vyučovat na zdejší univerzitě. Pedagogy zde byli také další avantgardní filmaři Paul Sharits a Hollis Frampton. Na univerzitě se rovněž setkal Paige Sarlin, s níž se později oženil. Měl syna Theodora. Přednášel zde na fakultě mediálních studií, kterou spoluzaložil. Conrad se následně věnoval převážně videoinstalacím a natočil také několik filmů ve formátu super 8mm. V roce 1981 natočil válečný film Hail the Fallen, v němž vystupovali Mike Kelley a Tony Oursler. Tento film byl později editován do dvou kratších snímků, Combat Status Go (1981) a Beholden to Victory (1983). Oursler jej později přizval ke svým videoinstalacím, hrál roli „sperma doktora“ v jeho EVOL (1984), přičemž větší role dostal v Ourslerových spolupracích s Joem Gibbonsem: ONOUROWN (1990) a Toxic Detox (1992), kde hrál psychiatra. Dále vystupoval v Ourslerově performanci s názvem Keep Going (1995), v níž hrál postavu filmového režiséra.
V roce 1988 Conrad vytvořil instalaci s názvem Panopticion, jíž byla inspirací kniha Dohlížet a trestat francouzského filozofa Michela Foucaulta. Instalace byla umístěna v Muzeu umění Herberta F. Johnsona v newyorské Ithace. Roku 1993 se po mnoha letech začal věnovat veřejnému hraní hudby. Dne 28. dubna 1994 Conrad opět spolupracoval se skupinou Faust. Tentokrát spolu vůbec poprvé odehráli koncert. Konal se v newyorském klubu Knitting Factory. Další společný koncert následoval 17. února 1995 v Queen Elizabeth Hall v Londýně. Dále spolupracoval s řadou mladších avantgardních hudebníků, jako byli například Jim O'Rourke, Rhys Chatham a Genesis P-Orridge. V roce 1997 jej Oursler zařadil do svého dokumentárního seriálu Synesthesia. Původně šlo o projekt s názvem The Poetics Project, na němž Oursler spolupracoval s Mikem Kelleym. Dalšími umělci, kteří do seriálu poskytli rozhovory, byli Laurie Anderson, John Cale, Dan Graham, Kim Gordon, Glenn Branca, Alan Vega a Genesis P-Orridge. V roce 2005 představil své vizuální dílo na festivalu Lyon Biennial, následně na přehlídkách Whitney Biennial (2006) a Biennale di Venezia (2009).
V roce 2011 vystupoval na festivalu All Tomorrow's Parties, jehož kurátorem toho roku byli členové skupiny Animal Collective. Roku 2012 měl v New Yorku vlastní výstavu Doing the City. V dubnu 2015 hrál společně s Johnem Calem při otevření nové budovy muzea Whitney Museum of American Art. V srpnu 2015 znovu vystoupil se skupinou Faust, tentokrát v Berlíně. Na přelomu dubna a května 2016 měl se skupinou znovu vystupovat, nyní na americkém festivalu Big Ears Festival. Rovněž zde měl vystupovat se svým projektem Amplified Drone Strings. Obě vystoupení se nakonec uskutečnila, avšak Conrad se jich kvůli hospitalizaci neúčastnil. Místo Conrada se skupinou Faust zahrála hudebnice Laurie Anderson.
Tony Conrad zemřel v newyorském městě Cheektowaga ve věku 76 let. Dlouhodobě bojoval s rakovinou prostaty, bezprostřední příčinou smrti byl zápal plic. Nedlouho po jeho smrti byl uveden dokumentární film Tony Conrad: Completely in the Present, který vznikal řadu let.

## Diskografie
| Rok vydání | Interpret                                                              | Název alba                         |
| ---------- | ---------------------------------------------------------------------- | ---------------------------------- |
| 1973       | Tony Conrad a Faust                                                    | Outside the Dream Syndicate        |
| 1995       | Tony Conrad                                                            | Slapping Pythagoras                |
| 1997       | Tony Conrad                                                            | Early Minimalism Volume One        |
| 1999       | Jack Smith                                                             | Les Evening Gowns Damnées          |
| 1999       | Jack Smith                                                             | Silent Shadows on Cinemaroc Island |
| 2000       | John Cale, Tony Conrad, Angus MacLise, La Monte Young a Marian Zazeela | Day of Niagara                     |
| 2002       | John Cale                                                              | Dream Interpretation               |
| 2002       | John Cale                                                              | Stainless Gamelan                  |
| 2003       | Angus MacLise                                                          | The Cloud Doctrine                 |
| 2005       | John Cale                                                              | New York in the 1960s              |
| 2006       | Tony Conrad                                                            | Joan of Arc                        |
| 2009       | Tony Conrad a Genesis P-Orridge                                        | Taking Issue                       |
| 2010       | Tony Conrad, C. Spencer Yeh a Michael F. Duch                          | Musculus Trapezius                 |
| 2010       | Tony Conrad, Jutta Koether a John Miller                               | XXX Macarena                       |
| 2011       | Angus MacLise, Tony Conrad a Jack Smith                                | Dreamweapon I                      |
| 2011       | Angus MacLise a Tony Conrad                                            | Dreamweapon III                    |
| 2012       | Kanada 70, Pacha, Hangedup a Tony Conrad                               | Musique Fragile, Vol. 2            |

## Filmografie
- Flaming Creatures (1963) – zvuk
- The Flicker (1965) – režisér
- The Eye of Count Flickenstein (1967–1975) – režisér
- The Invasion of Thunderbolt Pagoda (1968) – herec
- Coming Attractions (1970) – kameraman, producent
- Straight and Narrow (1970) – režisér
- Four Square (1971) – režisér
- Yellow Movie (1973) – režisér
- 4-X Attack (1973) – režisér
- Film Feedback (1974) – režisér
- Articulation of Boolean Algebra for Film Opticals (1975) – režisér
- Phonograph and Cycles of 3's and 7's (1977) – režisér
- Hail the Fallen (1981) – režisér
- Combat Status Go (1981) – režisér
- Beholden to Victory (1983) – režisér
- In Line (1986) – režisér
- Birth of a Nation (1997) – sám sebe
- Grading Tips for Teachers (2001) – režisér
- Jonas at the Ocean (2002) – sám sebe
- Tony's Oscular Pets (2003) – režisér
- Conversation II (2005) – režisér
- Jack Smith and the Destruction of Atlantis (2006) – sám sebe
- Tony Conrad: DreaMinimalist (2008) – sám sebe
- Tony Conrad: Completely in the Present (2016) – sám sebe